# Moulin Rouge (Párizs)

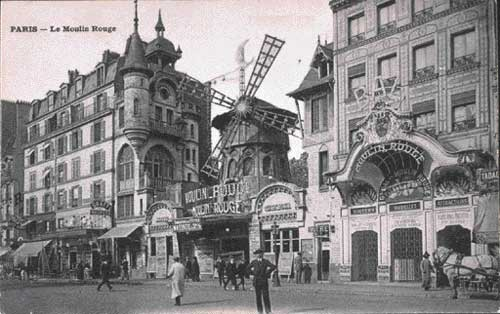
A Moulin Rouge 1900-ban egy képes levelezőlapon

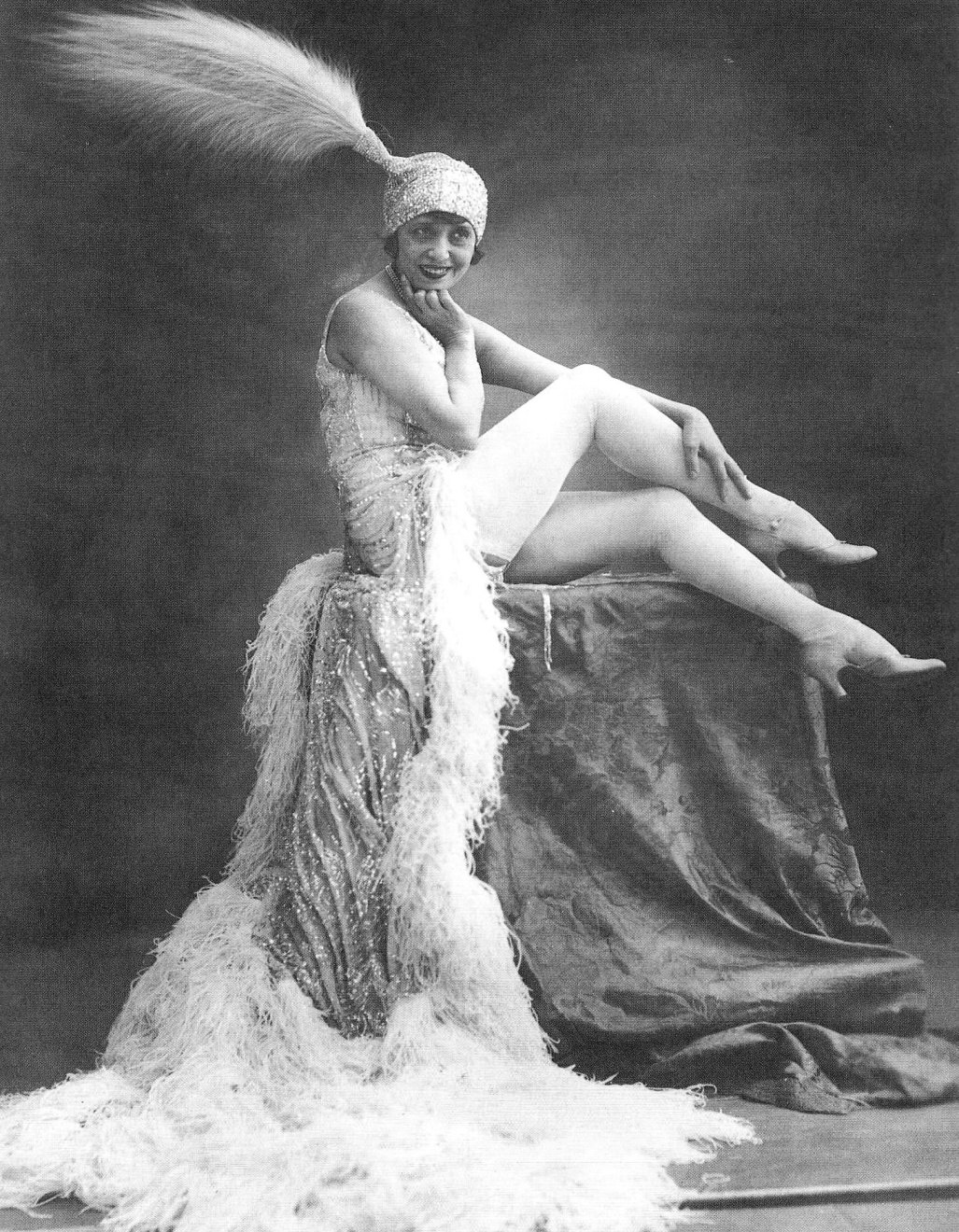
Mistinguett a Moulin Rouge-ban

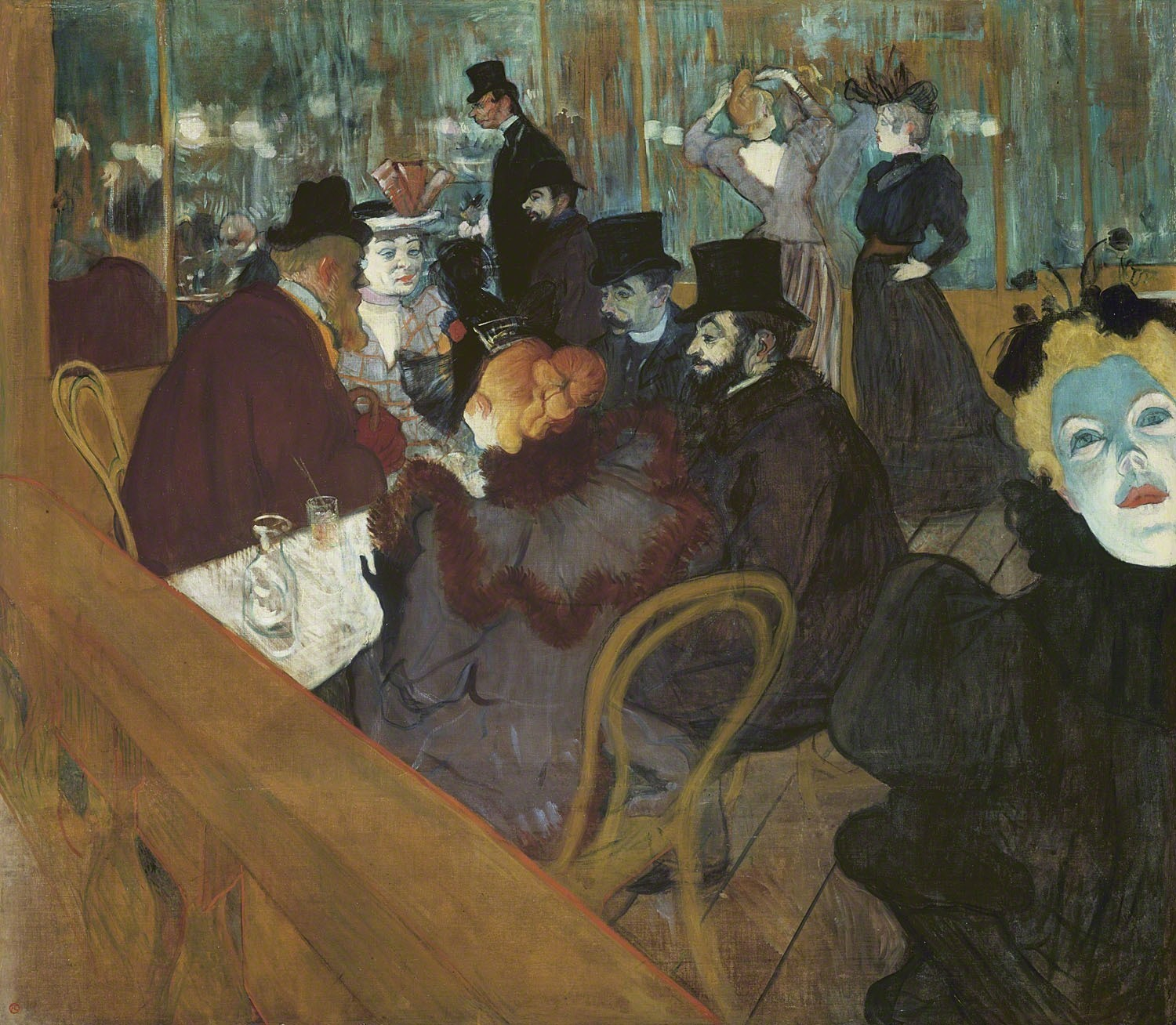
Lautrec a Moulin Rouge-ban

A Moulin Rouge (jelentése: Vörös Malom) Párizs legismertebb, legendás szórakozóhelye.
A lokált 1889. október 6-án a párizsi Montmartre-on nyitották meg. A Moulin Rouge-t Joseph Oller alapította. Látványos táncos revüműsorokkal kápráztatta el a közönséget. Felháborodás övezte az extravagáns, erotikus, ugyanakkor cirkuszos előadásokat, ennek rossz híre becsalta a közönséget. A botrányos tánc, a kánkán és a táncosnők (Jane Avril, Yvette Guilbert stb.), valamint Touluse-Lautrec zseniális plakátjai gyorsan híressé, majd világhírűvé tették a mulatót.
1915-ben leégett; az újjáépített, új Moulin Rouge-t 1921-ben nyitották meg.
Sztárjai között volt Mistinguett, Josephine Baker, Maurice Chevalier. Édith Piaf 1944-ben itt mutatta be Yves Montand-t. Fellépett benne Ginger Rogers, Liza Minnelli, Frank Sinatra – és a showbiznisz sok más világhírű figurája.
Medveczky Ilona is eljutott a Moulin Rouge színpadára.
|  |  |

## Moulin Rouge-filmek
Számos film feldolgozta a mulató történetét:
- Moulin Rouge (1928, r.: Ewald André Dupont)
- Moulin Rouge (1934, r.: Sidney Lanfield)
- Moulin Rouge (1940, r.: André Hugon)
- Moulin Rouge (1941, r.: Yves Mirande)
- Moulin_Rouge (1952) r.: John Huston
- French Can Can (1955, r.: Jean Renoir
- Moulin Rouge! (2001, r.: Baz Luhrmann)
- Public Enemy No. 1 (2008, r.: Jean-François Richet)

## Kuriózum
- Ady Endre a Moulin Rouge titkárának. (Párizs, 1904. december):

„Mostanáig azt hittem, hogy Franciaországban vagyok, az udvariasság országában, még ha a Moulin-Rougeba megyek is. Ön megvárakoztatott ma piszkos folyosóján, ahol el kellett tűrnöm szolgájának szemtelenségét. Én megkövetelem mindig és mindenkitől a kötelező udvariasságot, még azoktól is, akik nem tartanak igényt arra, hogy úriembernek tartsák őket, mint ön is, a Moulin Rouge titkára. Elégtételt fogok venni magamnak, amely megillet engem.
A tisztelet legkisebb jele nélkül, Ady Endre, a nemzetközi sajtóegyesület tagja."
- Néhány évvel ezelőtt a Moulin Rouge kánkántáncosai Guinness-rekordot állítottak fel: 30 mp alatt 720 alkalommal lendítették lábukat a magasba, közben 62 spárgát tudtak  bemutatni.